# 双洞寺 (泰国)
双洞寺（又译探法寺），是一座建在山脚下，拥有130年历史的百年古庙，为泰国北碧府塔孟县小山街的越南寺庙之一。此寺因为「力泥」圣物（Leklai）的传说而名扬海外。

## 开放时间
- 全天开放[2]。

## 历史
双洞寺于1957年6月24日由龙婆Samrit Kamphiro或Khru Kanchanakijjathorn大师所建立。他也是此寺的第一任住持。他经过双洞寺现址并在此持戒修行。起初，它只是一座修道院，供路人或喜欢在冥想中寻求平静的修行人使用。当龙婆Samrit来到这个山洞里生活和修行时。因此，他的亲友邀请他留下来过大斋期，并在这期间建了一座寺庙。
2022年11月12日，窃贼潜入双洞寺盗窃一尊重量3至4磅，圈宽35英寸，打坐姿势的黄铜佛像。此外，寺内悬挂着3个直径12英寸，重达29公斤的铜钟于11月17日下午失窃。

## 建筑景观
此寺名为双洞寺，顾名思义，此寺共有2个供奉佛像的洞穴。洞穴供奉着那迦蛇王及各种佛像与神像。